# Ruben Vargas
Ruben Estephan Vargas Martinez (Adligenswil, 5 de agosto de 1998) é um jogador de futebol profissional suíço que atua como ponta-esquerda. Atualmente joga no Sevilla e na seleção suíça.

## Carreira

### Nacional
Vargas fez sua estreia profissional pelo Luzern em um empate 1-1 com o Zürich em 27 de agosto de 2017.
Assinou um contrato de 5 anos com Augsburg no verão de 2019, se tornando o primeiro jogador da Bundesliga de ascendência dominicana. Marcou seu primeiro gol na segunda partida, contra o Union Berlin .

### Internacional
Vargas fez sua estreia na Seleção Suíça de Futebol em 8 de setembro de 2019, em uma eliminatória da Euro 2020 contra Gibraltar. Ele substituiu Granit Xhaka aos 74 minutos.
Euro 2020
Vargas marcou um pênalti crucial para a Suíça, durante o Campeonato Europeu de Futebol, em uma disputa de pênaltis contra a França em 28 de junho em uma fase de oitavas-de-final, classificando a Suíça para as quartas de final. Vargas mais tarde perdeu um pênalti para a Suíça, durante o campeonato, em uma disputa de pênaltis contra a Espanha em 2 de julho na fase eliminatória das quartas de final. Mais tarde, a Suíça perderia nos pênaltis.

## Vida pessoal
Vargas nasceu em Adligenswil, Suíça, filho de pai dominicano e mãe suíça, e possui cidadania de ambas as nações. Vargas é conterrâneo do seu ex-companheiro de equipe de Augsburg e ex-capitão da Seleção Suíça, Stephan Lichtsteiner.

## Estatísticas

### Gols internacionais
| No. | Data                   | Local                        | Adversário | Placar | Resultado | Competição                  |
| --- | ---------------------- | ---------------------------- | ---------- | ------ | --------- | --------------------------- |
| 1   | 18 de novembro de 2019 | Victoria Stadium, Gibraltar  | Gibraltar  | 2–0    | 6–1       | UEFA Euro 2020 qualificação |
| 2   | 31 de março de 2021    | Kybunpark, St. Gallen, Suíça | Finlândia  | 2–2    | 3–2       | Amistoso                    |